# Tabanus flavipus
Tabanus flavipus är en tvåvingeart som beskrevs av Schuurmans Stekhoven 1926. Tabanus flavipus ingår i släktet Tabanus och familjen bromsar. Inga underarter finns listade i Catalogue of Life.